# Dvořan

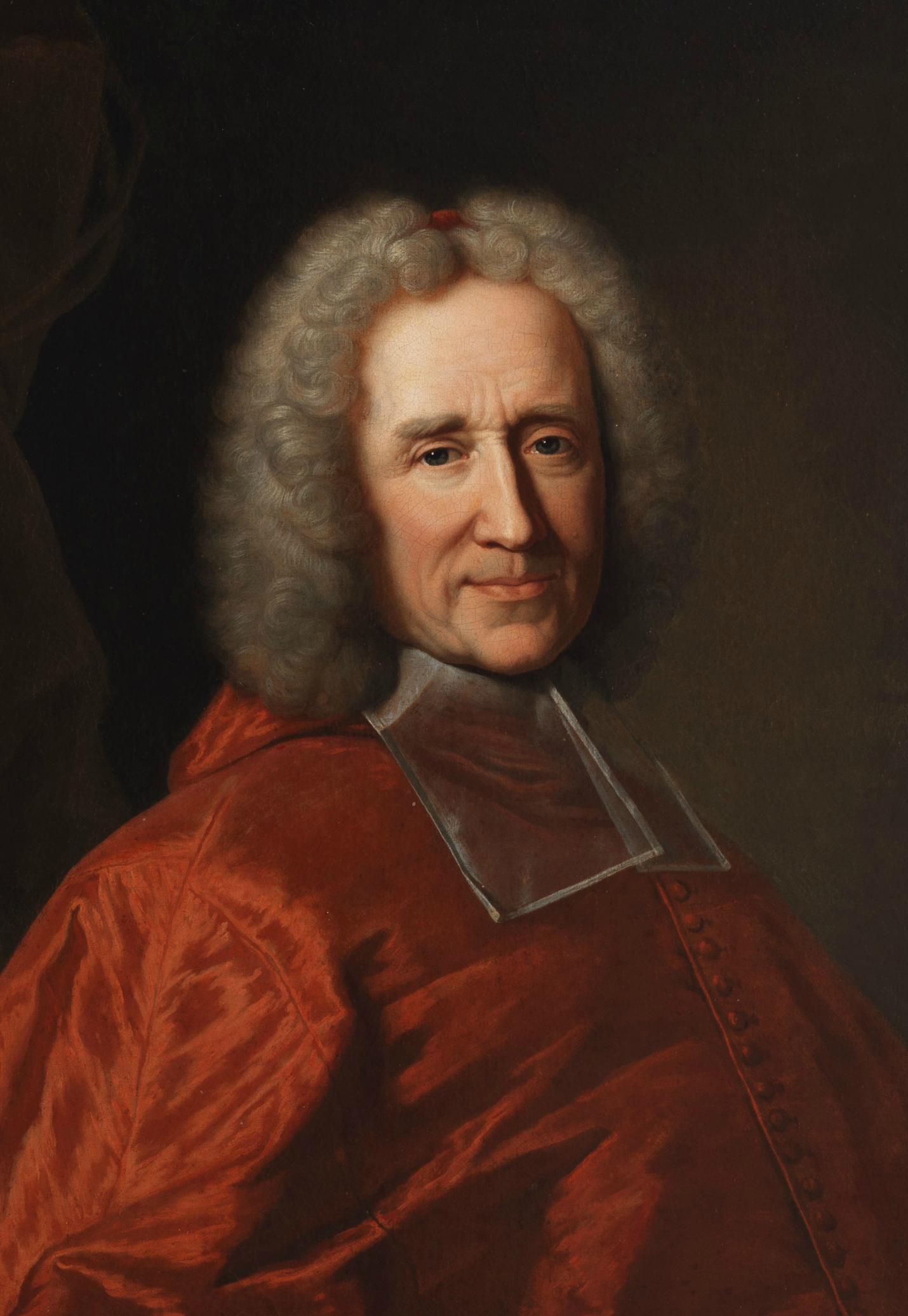
Kardinál Guillaume Dubois, vlivný dvořan ve Versailles během regentství Filipa II.

Dvořan (archaicky dvořenín) je člen panovnického dvora, který zde často pobývá a účastní se programu společně s panovníkem. Jednotliví dvořané mohou mít různé postavení. V historii býval panovnický dvůr centrem politického a kulturního dění, často se jednalo o stát ve státě.

## Popis
Monarchové ve většině případů očekávali, že zejména významní dvořané budou trávit u dvora většinu roku v jejich blízkosti. Ne všichni dvořané byli šlechtici, ovšem šlechtický titul mohli od panovníka získat i v průběhu života. Dalšími významnými skupinami obyvatel, kteří žili u dvora, byli duchovní, vojáci (resp. důstojníci), státní tajemníci a ministři (apod.). Jako dvořané mohou být označeni také ti, kteří drželi nějaký dvorský úřad.

## V literatuře
V literatuře se objevuje mnoho dvořanů, kteří často sledují své zájmy, kterých vesměs dosahují za pomoci intrik, apod.; v různých dílech se ale vyskytují i charakterní dvořané.

### Příklady fiktivních dvořanů
- Lancelot z Artušovských legend
- Petyr Baelish z Písně ledu a ohně